# Macrelmis bocainensis
Macrelmis bocainensis – gatunek chrząszcza z rodziny osuszkowatych.
Chrząszcz o ciele długości od 4,8 do 5,6 mm i szerokości od 1,76 do 1,92 mm, ubarwiony czarno z rudobrązowymi czułkami, stopami i narządami gębowymi. Ciało porastają złote szczecinki oraz pokrywają drobne, okrągłe do owalnych guzki, rozmieszczone w odległościach swoich średnic. Nadustek jest na przednim brzegu lekko wklęsły, a policzki omszone. Przedplecze jest szersze niż dłuższe, o wypukłych bokach i nieco wystających tylno-bocznych kątach. Cechuje je obecność żeberek przybocznych i brak nabrzmiałości. Hypomeron jest guzkowany. Na rzeźbę pokryw składają się równoległe, guzkowane rzędy i międzyrzędy. Ich wierzchołki nie rozchodzą się. Odnóża są gęsto guzkowane, a środkowa ich para ma na goleniach po jednej grzywce włosków czyszczących. Samca cechują długie, zwężające się i zagięte ku górze paramery.
Owad neotropikalny, znany tylko z brazylijskiego stanu Rio de Janeiro. Lokalizacja typowa znajduje się w górach Serra da Bocaina.